# São Mamede do Sádão
São Mamede do Sádão é uma povoação  portuguesa do Município de Grândola que foi sede da extinta Freguesia de São Mamede do Sádão.
Esta freguesia foi extinta em 1855, para, em conjunto com a Freguesia de Azinheira dos Barros, formar uma nova freguesia designada Azinheira dos Barros e São Mamede do Sádão.
Conhecida também por São Mamede, ou apenas Sádão, o seu orago é São Mamede.